# Prettaukamm

Prettau- und Glockhauskamm

Der Prettaukamm ist ein Gebirgskamm der Venedigergruppe im Grenzgebiet von Österreich (Osttirol) und Italien (Südtirol). Höchster Gipfel des Prettaukamm ist die Löffelspitze (3190 m ü. A.). Der gesamte Gebirgskamm steht durch den Nationalpark Hohe Tauern bzw. den Naturpark Rieserferner-Ahrn unter Naturschutz. Aufgrund fehlender Stützpunkte wird das entlegene Gebiet kaum alpinistisch genutzt.

## Lage
Der Prettaukamm, benannt nach der Gemeinde Prettau im hinteren Ahrntal, liegt im Südwesten der Venedigergruppe. Südwestlich schließt die Durreckgruppe an und im Süden trennt das Klammljoch den Prettaukamm von der Rieserfernergruppe, von wo aus der Prettaukamm in geschwungener Form seinen Ausgang nach Norden nimmt. Begrenzt vom Arvental im Osten und der Alprechscharte im Westen verläuft der Prettaukamm zunächst über den Großen Reinhard und die Gabelspitze nach Nordwesten, bevor sie dort über Arventalspitze, Arventalscharte, Lengspitze, Merbjoch und Merbspitze nach Nordosten schwenkt. Von der Merbspitze verläuft der Prettaukamm im Anschluss über Merb- und Rötfleckenscharte nach Südosten zur Löffelspitze, wo der Glockhauskamm nach Süden abzweigt. Der Prettaukamm verläuft hingegen weiter in nordöstlicher Richtung über Löfelgratscharte, Purtschellerspitze, Kematerspitze und das Rotenmannjoch bis zur Rötspitze, wo der Prettaukamm an den Umbalkamm stößt. Dabei wird der Prettaukamm im Norden vom Röttal begrenzt.
Im Bereich der Löffelspitze besteht mit dem nördlich gelegenen Rötfleckkees ein kleiner Gletscher. Ein weiterer Gletscher befindet sich mit dem Rötkees im Bereich der Rötspitze.

## Gipfel
| - Arventalspitze (3083 m ü. A.) - Großer Reinhard (2790 m ü. A.) - Kemetspitze (3004 m ü. A.) - Kleiner Löffler (3045 m ü. A.) - Kleiner Reinhard (2631 m ü. A.) - Lengspitze (3105 m ü. A.) | - Löfflergrat (3132 m ü. A.) - Nördliche Gabelspitze (3076 m ü. A.) - Merbspitze (3090 m ü. A.) - Löffelspitze (3190 m ü. A.) - Südliche Gabelspitze (3071 m ü. A.) |